# Cerovica (Bosanski Novi, BiH)
Cerovica je naselje u općini Bosanski Novi, Republika Srpska, BiH.

## Stanovništvo
Nacionalni sastav stanovništva 1991. godine, bio je sljedeći:
ukupno: 261
- Srbi - 259
- Hrvati - 2

## Vanjske poveznice
- Satelitska snimka  Arhivirana inačica izvorne stranice od 15. veljače 2021. (Wayback Machine)